# Kuratita
La kuratita és un mineral de la classe dels silicats, que pertany al grup de l'enigmatita. Rep el nom en honor del Dr. Gero Kurat (1938-2009), investigador de meteorits i comissari de la col·lecció de meteorits al Museu d'Història Natural de Viena. Originalment havia descrit el mineral com una fase sense nom.

## Característiques
La kuratita és un inosilicat de fórmula química Ca₂(Fe₅2+Ti)O₂[Si₄Al₂O18]. Va ser aprovada com a espècie vàlida per l'Associació Mineralògica Internacional l'any 2013, tot i que la primera publicació data del 2004. Cristal·litza en el sistema triclínic. Es tracta de l'anàleg amb Fe2+ de la rhönita.
Segons la classificació de Nickel-Strunz, la kuratita pertany a «09.DH - Inosilicats amb 4 cadenes senzilles periòdiques, Si₄O₁₂» juntament amb els següents minerals: leucofanita, ohmilita, haradaïta, suzukiïta, batisita, shcherbakovita, taikanita, krauskopfita, balangeroïta, gageïta, enigmatita, dorrita, høgtuvaïta, krinovita, makarochkinita, rhönita, serendibita, welshita, wilkinsonita, safirina, khmaralita, surinamita, deerita, howieïta, taneyamalita, johninnesita i agrel·lita.

## Formació i jaciments
Va ser descoberta al Meteorit D'Orbigny, una roca de 16,55 kg trobada l'any 1979 a la localitat de Coronel Suárez, dins la província de Buenos Aires (Argentina). Posteriorment també ha estat trobada en un altre meteorit, el NWA 4590, trobat al Marroc. Aquests dos indrets són els únics de tot el planeta on ha estat descrita aquesta espècie mineral.